# روجر جيوفري كلارك
روجر جيوفري كلارك (بالإنجليزية: Roger Geoffrey Clarke)‏ هو عالم طيور بريطاني، ولد في 8 يوليو 1952 في بيدفورد في المملكة المتحدة، وتوفي في 28 يناير 2007 في ريتش في المملكة المتحدة.